# 老女
老女（ろうじょ）は、武家や公家で、侍女の筆頭である女性のこと。また、幕府女中の上臈御年寄、小上臈、御年寄の三役の総称として、老女という呼称が用いられた。

## 老女を務めた主な人物
- 姉小路 （12代将軍徳川家慶付上臈御年寄）
- 万里小路局 （11代償軍徳川家斉から14代将軍徳川家茂までの筆頭老女）
- 幾島 （天璋院付御年寄・郁姫の上臈御年寄）
- 一色須賀 （幕末の一橋徳川家の老女）
- 絵島 （7代将軍徳川家継生母・月光院付御年寄）
- 右衛門佐局 （5代将軍徳川綱吉付上臈御年寄）
- 小ノ島 （幕末、薩摩藩江戸藩邸の老女）
- 春日局 （3代将軍徳川家光乳母）
- 亀岡 （近衛忠熙付老女）
- 瀧山 （13代将軍徳川家定、14代徳川家茂時代の将軍付御年寄）
- 豊原 （5代将軍徳川綱吉から7代徳川家継までの将軍付老女）
- 三沢局 （4代将軍徳川家綱乳母、のち将軍付御年寄）
- 村岡 （近衛家、近衛忠熙の老女）
- 矢島局 （徳川家綱の乳母であり、その時代の大奥御年寄）